# Rhytiphora capreola
Rhytiphora capreola är en skalbaggsart som först beskrevs av Francis Polkinghorne Pascoe 1867.  Rhytiphora capreola ingår i släktet Rhytiphora och familjen långhorningar. Inga underarter finns listade i Catalogue of Life.